# 谷罗山乡
谷罗山乡，是中华人民共和国湖南省张家界市桑植县下辖的一个乡镇级行政单位。

## 行政区划
谷罗山乡下辖以下地区：
刘家河村、卓家坪村、罗谭村、候家包村、孙家台村、学堂包村、周家包村、粑粑田村、谷峰山村、谷罗山村、何家田村、牛洞口村和清弯村。